# Østen Østensen
Østen Østensen (* 12. August 1878 in Drammen; † 21. Dezember 1939 in Oslo) war ein norwegischer Sportschütze.

## Erfolge
Østen Østensen nahm an den Olympischen Spielen 1912 in Stockholm und 1920 in Antwerpen teil. 1912 belegte er im Dreistellungskampf mit dem Armeegewehr den 23. Platz im Einzel, während er mit der Mannschaft die Silbermedaille gewann. Gemeinsam mit Gudbrand Skatteboe, Ole Sæther, Albert Helgerud, Olaf Sæter und Einar Liberg belegte er hinter Schweden und vor Dänemark den zweiten Platz. Acht Jahre darauf trat er in acht Disziplinen an und gewann in vieren davon eine Medaille. Im Dreistellungskampf mit dem Freien Gewehr gewann er im Einzel hinter Morris Fisher und Niels Larsen die Bronzemedaille und sicherte sich außerdem mit Otto Olsen, Gudbrand Skatteboe, Albert Helgerud und Olaf Sletten im Mannschaftswettbewerb die Silbermedaille. Auch mit dem Armeegewehr über 300 und 600 m im liegenden Anschlag belegte er an der Seite von Otto Olsen, Jacob Onsrud, Albert Helgerud und Olaf Sletten den zweiten Platz. Den Mannschaftswettkampf mit dem Kleinkalibergewehr schloss er im stehenden Anschlag mit Sigvart Johansen, Anton Olsen, Albert Helgerud und Olaf Sletten auf dem dritten Platz ab, womit er die Bronzemedaille gewann.